# 死者桥
死者桥（Pont des Morts）是法国大東部大区梅斯市中心的古老石桥，长210米，宽15米，1343年建成，1845-1847年扩建。
1944年二战期间德国军队炸毁两个桥拱。1955-1957年重建。

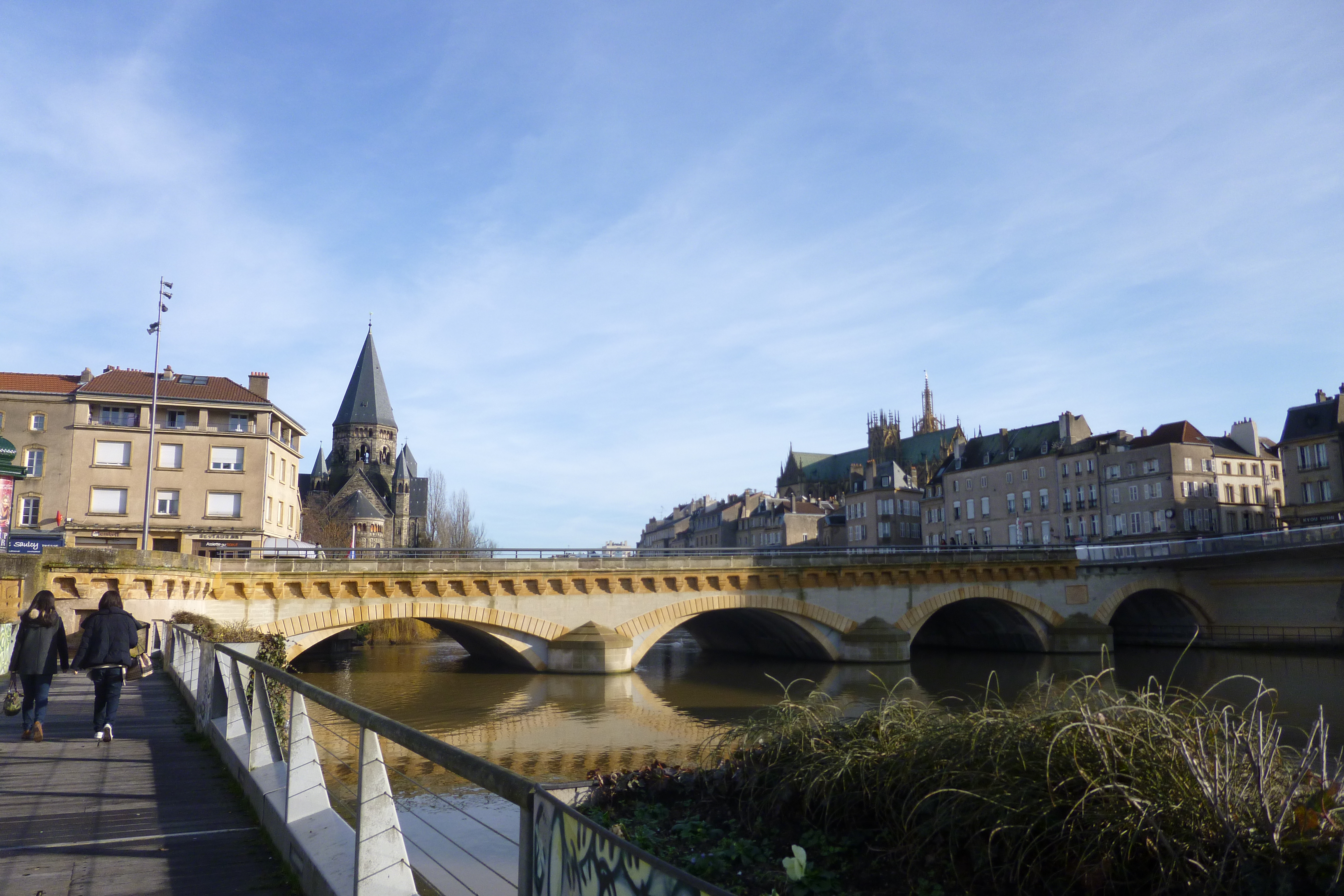

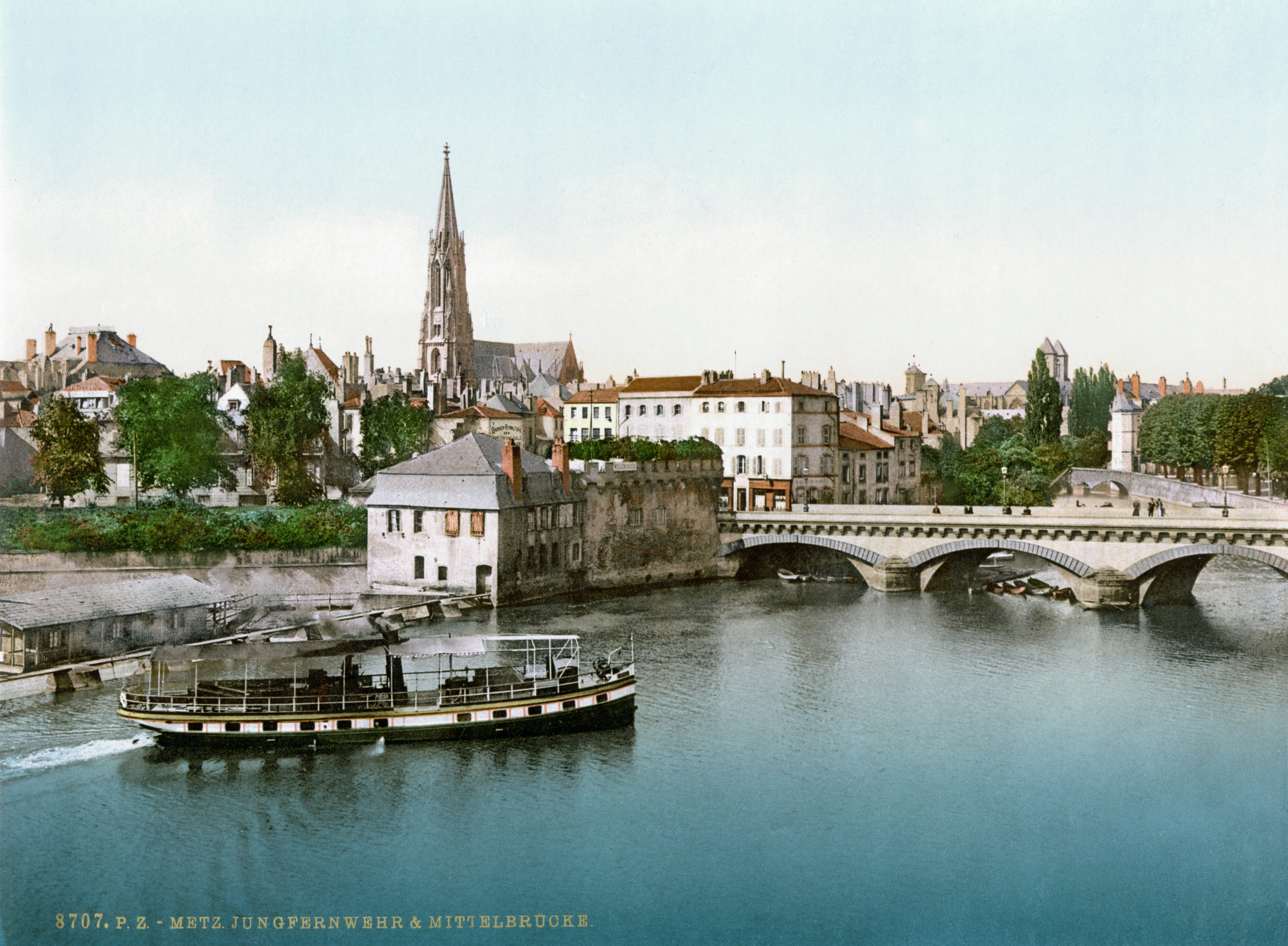